# Cantonul Pointe-à-Pitre-2
Cantonul Pointe-à-Pitre-2 este un canton din arondismentul Pointe-à-Pitre, Guadelupa, Franța.

## Comune
- Pointe-à-Pitre (parțial)